# Catedral de Santiago (Görlitz)
La catedral de Santiago (en alemán: Kathedrale St. Jakobus) en Görlitz, Alemania, es la catedral de la diócesis de Görlitz, dedicada a Santiago. Fue construida en estilo neogótico y consagrada en 1900 como parroquia. Se convirtió en una catedral en 1994, debido a la reorganización de las diócesis de la antigua Alemania del Este.
La iglesia fue construida entre los años 1898 a 1900 y consagrada el 6 de octubre de 1900. Görlitz, que entonces era parte de la diócesis católica de Breslau (elevado a Metropolia en 1930 y rebautizada Wroclaw en 1972). En principio estaba previsto para ser la segunda iglesia de la parroquia de la Santa Cruz. El obispo Adolf Bertram hizo que la iglesia fuese de nuevo la parroquia de St. Jakobus (Santiago) en 1918.